# Canottaggio ai Giochi della XXXIII Olimpiade - 2 di coppia maschile
La gara del 2 di coppia maschile dei Giochi della XXXIII Olimpiade si è svolta tra il 27 luglio e il 1° agosto 2024. Hanno partecipato 13 equipaggi. La competizione è stata vinta dall'equipaggio rumeno composto da Andrei Cornea e Marian Enache.

## Formato
La competizione si è svolta su tre turni: nel primo turno i primi tre classificati di ogni batteria sono avanzati al turno successivo. Gli equipaggi eliminati al primo turno si sono affrontati in una batteria di ripescaggio, la quale ha qualificato altri tre equipaggi al secondo turno.
I primi 3 di ogni semifinale hanno avuto accesso alla Finale A, mentre gli ultimi 3 alla finale B.

## Programma
| Data           | Ora (UTC+2) | Turno      |
| -------------- | ----------- | ---------- |
| 27 luglio 2024 | 11:30       | Batterie   |
| 28 luglio 2024 | 10:20       | Ripescaggi |
| 30 luglio 2024 | 11:10       | Semifinali |
| 1º agosto 2024 | 11:30       | Finali     |

### Batterie
| Pos. | Atleti                          | Nazione       | Tempo   | Note |
| ---- | ------------------------------- | ------------- | ------- | ---- |
| 1    | Melvin Twellaar Stef Broenink   | Paesi Bassi   | 6:14.13 | Q    |
| 2    | Robbie Manson Jordan Parry      | Nuova Zelanda | 6:16.41 | Q    |
| 3    | Sorin Koszyk Ben Davison        | Stati Uniti   | 6:16.48 | Q    |
| 4    | Martin Mačković Nikolay Pimenov | Serbia        | 6:17.36 | R    |
| 5    | Liu Zhiyu Adilijiang Sulitan    | Cina          | 6:29.70 | R    |

| Pos. | Atleti                         | Nazione  | Tempo   | Note |
| ---- | ------------------------------ | -------- | ------- | ---- |
| 1    | Andrei Cornea Marian Enache    | Romania  | 6:16.47 | Q    |
| 2    | Martin Helseth Kjetil Borch    | Norvegia | 6:22.36 | Q    |
| 3    | Patrik Lončarić Anton Lončarić | Croazia  | 6:24.62 | Q    |
| 4    | Nicolò Carucci Matteo Sartori  | Italia   | 6:48.77 | R    |

| Pos. | Atleti                            | Nazione  | Tempo   | Note |
| ---- | --------------------------------- | -------- | ------- | ---- |
| 1    | Daire Lynch Philip Doyle          | Irlanda  | 6:13.24 | Q    |
| 2    | Aleix García Rodrigo Conde        | Spagna   | 6:16.17 | Q    |
| 3    | Hugo Boucheron Matthieu Androdias | Francia  | 6:18.69 | Q    |
| 4    | Jonas Gelsen Marc Weber           | Germania | 6:25.15 | R    |

### Ripescaggi
| Pos. | Atleti                          | Nazione  | Tempo   | Note |
| ---- | ------------------------------- | -------- | ------- | ---- |
| 1    | Martin Mačković Nikolay Pimenov | Serbia   | 6:31.54 | Q    |
| 2    | Jonas Gelsen Marc Weber         | Germania | 6:34.59 | Q    |
| 3    | Liu Zhiyu Adilijiang Sulitan    | Cina     | 6:39.06 | Q    |
| 4    | Nicolò Carucci Matteo Sartori   | Italia   | 6:43.83 | Elm  |

### Semifinali
| Pos. | Atleti                          | Nazione     | Tempo   | Note |
| ---- | ------------------------------- | ----------- | ------- | ---- |
| 1    | Melvin Twellaar Stef Broenink   | Paesi Bassi | 6:13.60 | FA   |
| 2    | Aleix García Rodrigo Conde      | Spagna      | 6:14.91 | FA   |
| 3    | Andrei Cornea Marian Enache     | Romania     | 6:15.73 | FA   |
| 4    | Martin Mačković Nikolay Pimenov | Serbia      | 6:17.35 | FB   |
| 5    | Liu Zhiyu Adilijiang Sulitan    | Cina        | 6:38.82 | FB   |
| 6    | Patrik Lončarić Anton Lončarić  | Croazia     | 6:49.51 | FB   |

| Pos. | Atleti                            | Nazione       | Tempo   | Note |
| ---- | --------------------------------- | ------------- | ------- | ---- |
| 1    | Daire Lynch Philip Doyle          | Irlanda       | 6:13.14 | FA   |
| 2    | Sorin Koszyk Ben Davison          | Stati Uniti   | 6:14.19 | FA   |
| 3    | Robbie Manson Jordan Parry        | Nuova Zelanda | 6:14.30 | FA   |
| 4    | Jonas Gelsen Marc Weber           | Germania      | 6:17.69 | FB   |
| 5    | Hugo Boucheron Matthieu Androdias | Francia       | 6:19.35 | FB   |
| 6    | Martin Helseth Kjetil Borch       | Norvegia      | 6:20.27 | FB   |

### Finali
| Pos.    | Atleti                        | Nazione       | Tempo   | Note |
| ------- | ----------------------------- | ------------- | ------- | ---- |
| Oro     | Andrei Cornea Marian Enache   | Romania       | 6:12.58 |      |
| Argento | Melvin Twellaar Stef Broenink | Paesi Bassi   | 6:13.92 |      |
| Bronzo  | Daire Lynch Philip Doyle      | Irlanda       | 6:15.17 |      |
| 4       | Sorin Koszyk Ben Davison      | Stati Uniti   | 6:17.02 |      |
| 5       | Aleix García Rodrigo Conde    | Spagna        | 6:20.59 |      |
| 6       | Robbie Manson Jordan Parry    | Nuova Zelanda | 6:21.44 |      |

| Pos. | Atleti                            | Nazione  | Tempo   | Note |
| ---- | --------------------------------- | -------- | ------- | ---- |
| 7    | Martin Mačković Nikolay Pimenov   | Serbia   | 6:13.85 |      |
| 8    | Hugo Boucheron Matthieu Androdias | Francia  | 6:15.28 |      |
| 9    | Jonas Gelsen Marc Weber           | Germania | 6:17.07 |      |
| 10   | Martin Helseth Kjetil Borch       | Norvegia | 6:17.51 |      |
| 11   | Liu Zhiyu Adilijiang Sulitan      | Cina     | 6:21.98 |      |
| 12   | Patrik Lončarić Anton Lončarić    | Croazia  | 6:26.04 |      |